# شلمنصر الرابع
شلمنصر الرابع ملك آشور للفترة (783-773 ق.م). خلف والده أداد نيراري الثالث، وخلفه من بعده شقيقه آشور دان الثالث. ما وصل عن حكمه من معلومات كان شحيح جدا. وتعتبر فترته من فترات الانحطاط للإمبراطورية الآشورية. وكانت سلطته محدودة للغاية بسبب النفوذ المتزايد لكبار الشخصيات، وخاصة شمشي إلو، الذي كان آنذاك القائد العام للقوات المسلحة في الجيش الآشوري، والذي أصبح فيما بعد صاحب السلطة الفعلية في البلاد.
خلال عهد الملك شلمنصر الرابع خاض الآشوريون معارك طاحنة ضد مملكة أورارتو التي كانت حينها في قمة قوتها تحت حكم الملك ارغشتي (780-755 ق.م)، وعلى ما يبدو فإن شمشي إلو كان هو الشخص الذي قاد المعركة ضد أرارات، كما يتضح من النقش على الثيران التي تزين مدخل قصره في تل برسيب. ودافع بنجاح عن شرق بلاد مابين النهرين ضد هجمات ارمينيا. ولكنه من جهة أخرى خسر معظم سوريا بعد معركة سنة 773 ق.م حاول فيها استعادة دمشق والتي بائت بالفشل. قام بملاحقة القبائل والممالك الآرامية التي حاولت التوسع في جنوب بلاد الرافدين. وتذكر المصادر بان شلمنصر الرابع قد قام بحملات ضد دمشق وجبال الأرز وفرض الضرائب على المنطقة الفلسطينية، على الرغم من ذلك، يبدو أن هذه الحملات كانت أشبه بالغارات الدورية لا أكثر.
في عام 773 قبل الميلاد، أعاد شلمنصر الرابع تأسيس الحدود بين كوموه وجرجوم في بازارجيك، وكلف الجنرال الأشوري (تورتانو turtanu) شامسي إيلو Šamši-ilu بالنيابة عنه بذلك ووضع مسلة بازارجيك